# Eupithecia pseudassimilata
Eupithecia pseudassimilata là một loài bướm đêm trong họ Geometridae.